# Califfato omayyade
Il Califfato omayyade (in arabo ٱلخلافة ٱلأموية‎?, al-Khilāfa al-Umawiyya) fu il secondo dei quattro califfati principali istituiti dopo la morte di Maometto, governato dalla dinastia degli Omayyadi (ٱلأمويون, al-Umawiyyūn o بنو أمية, Banū Umayya, "Figli di Umayya"), provenienti dalla Mecca. Fu il terzo califfo, ʿUthmān b. ʿAffān, a essere la prima autorità politica appartenente al clan, ma la famiglia stabilì un dominio ereditario e dinastico soltanto con Muʿāwiya ibn Abī Sufyān, governatore di lunga data della Siria che divenne il quinto califfo dopo la fine della prima guerra civile musulmana nel 661. Dopo la morte di Muʿāwiya nel 680, i conflitti di successione culminarono con una seconda guerra civile e il potere alla fine cadde nelle mani di Marwān I a un altro ramo del clan. La Siria rimase la principale base di potere degli Omayyadi da allora in poi, con Damasco nominata come capitale.
Gli Omayyadi continuarono le conquiste incorporando la Transoxiana, il Sindh, il Maghreb e la penisola iberica (al-Andalus) nel mondo musulmano. Al momento della sua massima estensione, il Califfato degli Omayyadi copriva 13400000 km² e contava 49 milioni di abitanti, numeri che lo hanno reso il settimo impero più vasto della storia con riferimento alla vastità e alla proporzione rispetto alla popolazione mondiale. Sempre durante la fase più florida della sua esistenza, governava il 29,5% della popolazione mondiale. La dinastia fu infine rovesciata da una ribellione guidata dagli Abbasidi nel 750. I sopravvissuti si stabilirono a Cordova dando origine a un emirato e, in seguito, a un califfato rimasto in vita fino al 1031.
I califfi omayyadi erano considerati troppo laicizzanti da alcuni dei loro sudditi musulmani e, con particolare riferimento al peso fiscale e all'apparato burocratico, le loro politiche erano percepite come ingiuste. Così come agli ebrei, anche ai cristiani, i quali costituivano ancora la maggioranza della popolazione del Califfato, fu permesso di praticare la propria religione, ma dovevano pagare un testatico (la jizya). Lo stato sociale sia dei musulmani sia dei non musulmani, iniziato da ʿOmar ibn al-Khaṭṭāb, fu portato avanti e finanziato dalla tassa zakāt imposta ai soli musulmani.
Anche la moglie di Muʿāwiya, Maysūm (la madre di Yazīd), era cristiana. Le relazioni reciproche tra musulmani e cristiani si rivelarono stabili durante questa fase storica. Gli Omayyadi vennero coinvolti in frequenti battaglie con i bizantini cristiani senza preoccuparsi di proteggersi in Siria, che rimase perlopiù fedele al vecchio credo come molte altre parti dell'impero. Le cariche di spicco erano invero detenute dai cristiani, alcuni dei quali appartenevano a famiglie che avevano prestato servizio nei governi di Costantinopoli. L'impiego dei cristiani faceva parte di una più ampia politica di assimilazione religiosa, resa necessaria dalla presenza di grandi popolazioni cristiane nelle province conquistate, come ad esempio in Siria. Questa politica rafforzò la popolarità di Muʿāwiya e la Siria poté diventare allora un grande centro di potere.

## Storia

### Origini
Secondo la tradizione, la famiglia degli Omayyadi (nota anche come Banū ʿAbd Shams) e Maometto discendevano entrambi da un antenato comune, ʿAbd Manāf ibn Quṣayy, e originariamente provenivano dalla città della Mecca, nell'Hijaz. Maometto discendeva da ʿAbd Manāf tramite suo figlio Hāshim, mentre gli Omayyadi erano legati ad ʿAbd Manāf per via di un'altra persona, ʿAbd Shams, il cui figlio era Umayya. Le due famiglie sono quindi considerate come clan diversi (rispettivamente di Hāshim e di Umayya) della stessa tribù (quella dei Quraysh).
Mentre gli Omayyadi intrattennero rapporti generalmente pacifici con gli Hashemiti prima di Maometto (nato nel 570 d.C.), la situazione mutò in maniera radicale dopo la battaglia di Badr del 624. Lo scontro vide tre esponenti di spicco del clan degli Omayyadi (ʿUtba ibn Rabīʿa, al-Walīd b. ʿUtba e Shayba) uccisi dagli Hashemiti ʿAlī ibn Abī Ṭālib, Hamza ibn 'Abd al-Muttalib e ʿUbayda ibn al-Ḥārith in tenzoni all'arma bianca, in un combattimento dunque in tre contro tre. Ciò alimentò l'opposizione di Abū Sufyān b. Ḥarb, nipote di Umayya, a Maometto, alla sua famiglia e all'Islam nel suo complesso.
A soltanto un anno di distanza dalla battaglia di Badr, Abū Sufyān cercò di sbarazzarsi dei seguaci della nuova religione conducendo un'altra schermaglia contro i musulmani di Medina, agendo probabilmente per vendetta. Gli studiosi considerano tradizionalmente la battaglia di Uhud (marzo 625) come la prima sconfitta riportata dai musulmani, poiché essi subirono perdite maggiori rispetto ai meccani. A seguito dei combattimenti, la moglie di Abū Sufyān, Hind, che era anche la figlia di ʿUtba ibn Rabīʿa, avrebbe squartato il cadavere di Hamza, estraendone il fegato che Hind azzannò. Nel 629, tuttavia, entro un lustro dalla sconfitta nella battaglia di Uḥud, Maometto prese il controllo della Mecca e annunciò un'amnistia generale per tutti. Abu Sufyan e sua moglie Hind abbracciarono l'Islam alla vigilia della conquista della Mecca, così come il loro figlio (il futuro califfo Muʿāwiya I). A livello storiografico, non si esclude che ha affermato che Muʿāwiya e la sua famiglia non divennero musulmani perché convinti della bontà della nuova fede, ma piuttosto come conseguenza dell'evidente collasso della società pagana meccana. Si è inoltre azzardato che i Banū Umayya abbracciarono l'Islam per fungere da "cavalli di Troia" e cercare di scongiurare la sua diffusione.

Mappa della Siria islamica (Bilad al-Sham), nucleo pulsante del Califfato omayyade. Mu'awiya I, fondatore di tale realtà politica, aveva in giovane età ricoperto il ruolo di governatore sui jund (circoscrizioni militari) di Damasco (Dimashq) e della Giordania (al-Urdunn) nel 639. Fu solo in seguito che riuscì a estendere la sua autorità sul resto della Siria, più precisamente in concomitanza con il dominio di Uthman (644-656), membro della famiglia degli Omayyadi

L'ascesa degli Omayyadi iniziò quando ʿUthmān b. ʿAffān, ovvero uno dei primi Compagni di Maometto, divenne il terzo califfo. ʿUthmān (644-656) nominò alcuni membri del suo clan in posizioni governative di spessore, una scelta questa in netto contrasto con le tendenze precedenti. Nello specifico, nominò suo cugino di primo grado, Marwān ibn al-Ḥakam, in veste di suo principale consigliere, suscitando scalpore tra i Compagni di Maometto, poiché Marwān (insieme al padre al-Ḥakam b. Abī al-ʿĀṣ) era stato permanentemente esiliato da Medina da Maometto. ʿUthmān nominò inoltre quale governatore di Kufa il suo fratellastro, al-Walīd ibn ʿUqba, che gli Hashemiti accusarono di guidare la preghiera mentre erano sotto l'influenza dell'alcol, e nominò il suo fratello adottivo ʿAbd Allāh ibn Saʿd come governatore dell'Egitto, rimpiazzando dunque il suo conquistatore ʿAmr ibn al-ʿĀṣ.
ʿUthmān consolidò il governatorato della Siria di Muʿāwiya, garantendogli il controllo su un'area più vasta. Muʿāwiya aveva dimostrato, fin dall'epoca della sua nomina all'epoca del secondo califfo ʿOmar, di essere un amministratore assai capace. Costruì un esercito leale e disciplinato, composto da arabi siriani e strinse rapporti di amicizia con ʿAmr ibn al-ʿĀṣ, il summenzionato governatore deposto dell'Egitto. Nel 639 Muʿāwiya era stato nominato governatore della Siria dopo che il precedente funzionario Abū ʿUbayda b. al-Jarrāḥ era morto per via di una pestilenza che aveva contagiato e ucciso 25.000 persone. Nel 649, Muʿāwiya organizzò una flotta composta da marinai cristiani, copti e giacobiti siriani e da truppe musulmane, che sconfissero la flotta bizantina nella battaglia di Dhāt al-sawārī nel 655, imponendosi come potente avversario dei romei nel Mediterraneo.
La condotta di ʿUthmān comportò l'attenuazione delle restrizioni istituite dal secondo califfo ʿOmar ibn al-Khaṭṭāb. Questi aveva mantenuto uno stretto controllo sui governatori, tanto che si riferisce che nei casi in cui veniva a sapere che uno di essi era attirato dalla ricchezza, lo rimuoveva dal suo incarico. ʿOmar ordinò anche agli eserciti musulmani di rimanere in accampamenti lontani dalle città perché temeva che fossero attratti dalla prospettiva del bottino, distogliendosi dall'adorazione di Dio. A quel tempo, le differenze tribali tra gli arabi, che erano state scoraggiate durante la vita di Maometto, riemersero. Inoltre, non si deve dimenticare che persistevano profonde differenze tra Iraq e Siria, che avevano fatto parte dell'Impero sasanide e di quello bizantino.
I conflitti sulle politiche di ʿUthmān portarono al suo omicidio nel 656. ʿAlī, cugino e genero di Maometto, divenne califfo e trasferì la sua capitale da Medina a Kufa. Ben presto incontrò la resistenza di diverse fazioni, specialmente di Muʿāwiya, governatore della Siria, che esigeva giustizia per gli assassini di ʿUthmān. La moglie di Maometto, ʿĀʾisha, e due compagni di Maometto, Ṭalḥa e al-Zubayr, furono coinvolti in questo frangente e il contrasto degenerò in conflitto nella Prima Fitna ("guerra civile"), prolungatosi dal 656 fino al 661. ʿAlī vinse nella battaglia del Cammello del 656, ma la battaglia di Siffin (luglio 657) condotta contro Muʿāwiya fu inconcludente. La posizione di ʿAlī fu indebolita quando per la prima volta accettò un arbitrato, rifiutando però di accettarne il verdetto, che chiedeva sia a lui sia a Muʿāwiya di rinunciare al loro ruolo, affinché si nominasse un nuovo Califfo. Nel 661, i più agitati oppositori dell'arbitrato, i Kharijiti, cercarono di uccidere entrambi i rivali ma, mentre ʿAlī fu ucciso, il tentativo di assassinare Muʿāwiya fallì. Il figlio di ʿAlī, al-Ḥasan (considerato secondo Imam dai futuri sciiti), accettò Muʿāwiya come califfo in cambio di un lauto appannaggio da destinare ai suoi numerosi seguaci. Questo evento segnò l'ascesa della dinastia degli Omayyadi, che avvenne in concomitanza con lo spostamento della capitale a Damasco.

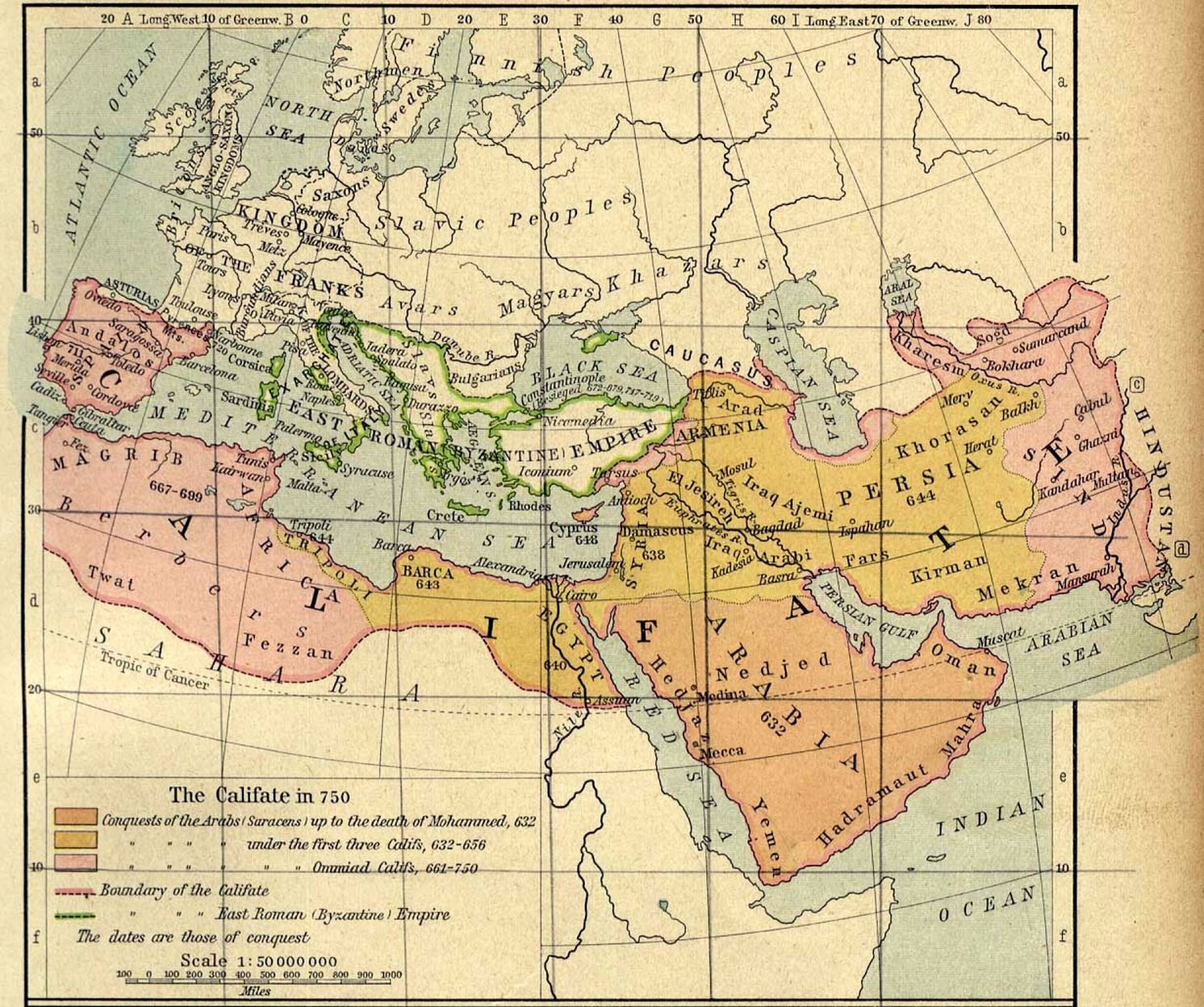
Il califfato omayyade nel 750

### Sufyanidi
La dinastia personale di Muʿāwiya, i "Sufyanidi" (discendenti di Abū Sufyān), regnò dal 661 al 684. Il mandato di quest'ultimo fu contrassegnato dalla sicurezza interna e dall'espansione esterna. Sul fronte interno, si registra solo una grande ribellione, quella di al-Ḥujr ibn ʿAdī a Kufa, che sosteneva le rivendicazioni dei discendenti di ʿAlī al califfato, ma il suo movimento fu facilmente soppresso dal governatore iracheno, Ziyād ibn Abī Sufyān, chiamato Ibn Abīhi "figlio di suo padre", in quanto sconosciuto, prima che Muʿāwiya lo riconoscesse come suo fratello consanguineo. al-Ḥujr, che era stato un Compagno di Maometto, fu condannato a morte da Muʿāwiya per il suo sostegno ad ʿAlī.
Muʿāwiya incoraggiò anche la coesistenza pacifica con le comunità cristiane della Siria, garantendo durante il suo regno «pace e prosperità per cristiani e Arabi allo stesso modo», e uno dei suoi più stretti consiglieri fu Sarjun, il padre di Giovanni Damasceno. Allo stesso tempo intrapreso una guerra incessante contro l'impero bizantino. Durante il suo regno, Rodi e Creta furono occupate e diversi attacchi vennero lanciati contro Costantinopoli. Dopo il loro fallimento, e di fronte a una rivolta cristiana su larga scala dei Mardaiti, Muʿāwiya concluse una pace con Costantinopoli che prevedeva per lui il pagamento di un oneroso tributo da versare annualmente. Muʿāwiya supervisionò inoltre l'espansione militare nel Nord Africa (la fondazione di Qayrawān, in Ifriqiya) e in Asia centrale (la conquista di Kabul, Bukhara e Samarcanda).

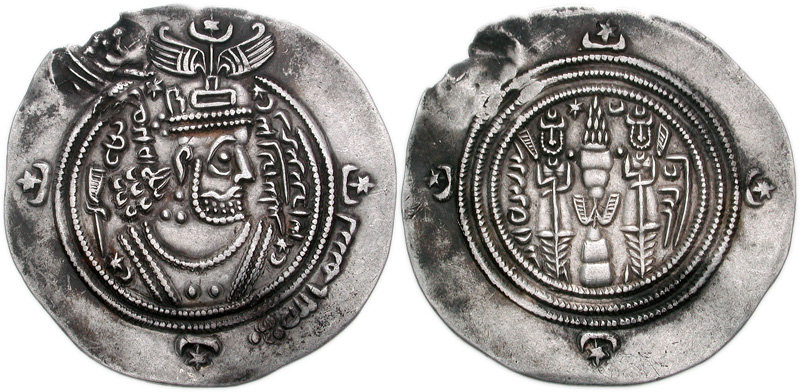
Moneta del Califfato degli Omayyadi e imitazione del conio del sovrano dell'Impero sasanide Cosroe II. Moneta del tempo di Muʿāwiya I ibn Abī Sufyān (Muʿāwiya I). BCRA (Bassora); "ʿUbayd Allāh ibn Ziyād, governatore". Datato AH 56 = 675/6 CE. Busto di stile sasanide che sul recto imita Cosroe II; con basmala e tre granuli a margine; c/m: creatura alata destra/altare del fuoco con nastri e inservienti; fiamme a stella e mezzelune; data a sinistra, indicazione della zecca a destra.

A Muʿāwiya succedette il figlio, Yazīd I, nel 680. Questa adesione ereditaria, già comunicata dal padre nel 676, fu contrastata da un certo numero di musulmani di spicco, in particolare ʿAbd Allāh ibn al-Zubayr, figlio di un Compagno di Maometto, e al-Ḥusayn ibn ʿAlī, figlio minore di ʿAlī e Fāṭima. Il conflitto risultante è noto come Seconda Fitna. Ibn al-Zubayr era fuggito da Medina per la Mecca, dove rimase in armi fino alla sua morte. Il popolo di Kufa invitò al-Ḥusayn nella sua città e si ribellò contro gli Omayyadi. Tuttavia, Yazīd I impedì questa alleanza facendo occupare Kufa e intercettando al-Ḥusayn e la sua famiglia diretti a Kufa nella cosiddetta battaglia di Kerbela, nella quale furono uccisi il nipote del Profeta, tutti i suoi familiari maschi e chi li accompagnava. La morte di al-Ḥusayn alimentò ulteriori movimenti di opposizione, uno a Medina e l'altro dei kharigiti a Bassora. Nel 683, l'esercito di Yazīd soppresse l'opposizione medinese nella battaglia della Seconda Harra e quindi assediò la Mecca. In quell'occasione, il diffuso saccheggio e il danneggiamento della Kaʿba a Mecca causarono un profondo risentimento e divennero una delle principali cause di censura degli Omayyadi nelle storie successive.
Yazīd morì mentre l'assedio era ancora in corso e l'esercito degli Omayyadi era tornato a Damasco, lasciando a Ibn al-Zubayr il controllo della Mecca. Il figlio di Yazīd, Muʿāwiya II (683-684), gli succedette ma la sua giovane età non consentì di frenare un'aspra contesa tra i B. Qays, che sostenevano Ibn al-Zubayr, e i B. Qudaʿa, che sostenevano Marwān, già segretario di ʿUthmān. I partigiani di Marwān trionfarono nella battaglia di Marj Rahit, vicino a Damasco, nel 684, e Marwān divenne califfo poco dopo.

### I primi marwanidi

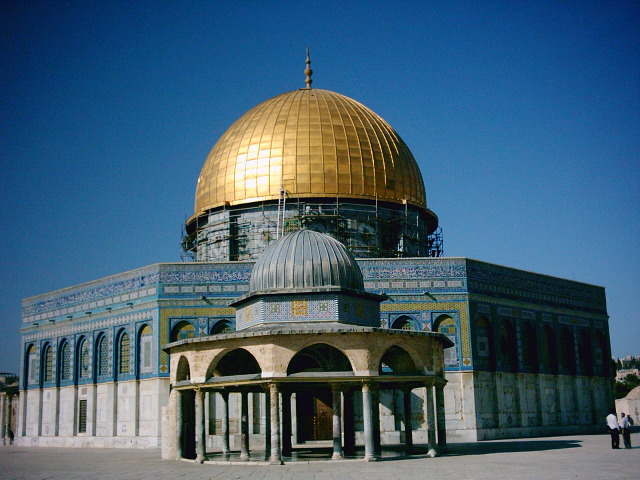
La Cupola della Roccia a Gerusalemme

La prima necessità perseguita da Marwān riguardò il bisogno di riaffermare la propria autorità contro le rivendicazioni rivali di Ibn al-Zubayr, che a quel tempo era riconosciuto come califfo in buona parte del mondo islamico. Marwān riconquistò l'Egitto per gli Omayyadi, ma morì nel 685, regnando per soli nove mesi.
A Marwāa succedette suo figlio, ʿAbd al-Malik (685-705), che riconsolidò il controllo degli Omayyadi sul califfato. La fase iniziale di ʿAbd al-Malik fu segnato dalla rivolta di al-Mukhtār, che aveva sede a Kufa. Al-Mukhtār sperava di elevare Muḥammad b. al-Ḥanafiyya, un altro figlio di ʿAlī, al califfato, sebbene Ibn al-Ḥanafiyya stesso non avesse avuto alcun collegamento con la rivolta. Le truppe di al-Mukhtār si impegnarono in battaglie contro gli Omayyadi nel 686, sconfiggendole presso il fiume Khazir vicino Mossul, e con Ibn al-Zubayr nel 687, quando la rivolta di al-Mukhtār fu infine schiacciata. Nel 691, le truppe degli Omayyadi riconquistarono l'Iraq, e nel 692 lo stesso esercito riprese La Mecca. Ibn al-Zubayr fu ucciso nell'attacco.
Il secondo grande evento del primo regno di ʿAbd al-Malik riguardò la costruzione della Cupola della Roccia a Gerusalemme. Sebbene la cronologia resti alquanto incerta, l'edificio sembra essere stato completato nel 692, il che significa che era in costruzione durante il conflitto con Ibn al-Zubayr. Ciò aveva portato alcuni storici, sia medievali sia moderni, a suggerire che la Cupola della Roccia fu costruita come meta di pellegrinaggio per rivaleggiare con la Kaʿba, che era sotto il controllo di Ibn al-Zubayr.
ʿAbd al-Malik ebbe il merito di centralizzare l'amministrazione del Califfato e di elevare l'arabo alla stregua di lingua ufficiale, malgrado la transizione verso il nuovo idioma in alcune regioni avvenne molto gradualmente (nel Khorasan addirittura nel 740). Introdusse anche una monetazione esclusivamente musulmana, contrassegnata dalla sua decorazione aniconica, che soppiantò le monete bizantine, sasanidi e himyarite precedentemente utilizzate. ʿAbd al-Malik riprese anche la guerra offensiva contro Bisanzio, sconfiggendo i Bizantini a Sebastopoli e recuperando il controllo sull'Armenia e sull'Iberia del Caucaso.

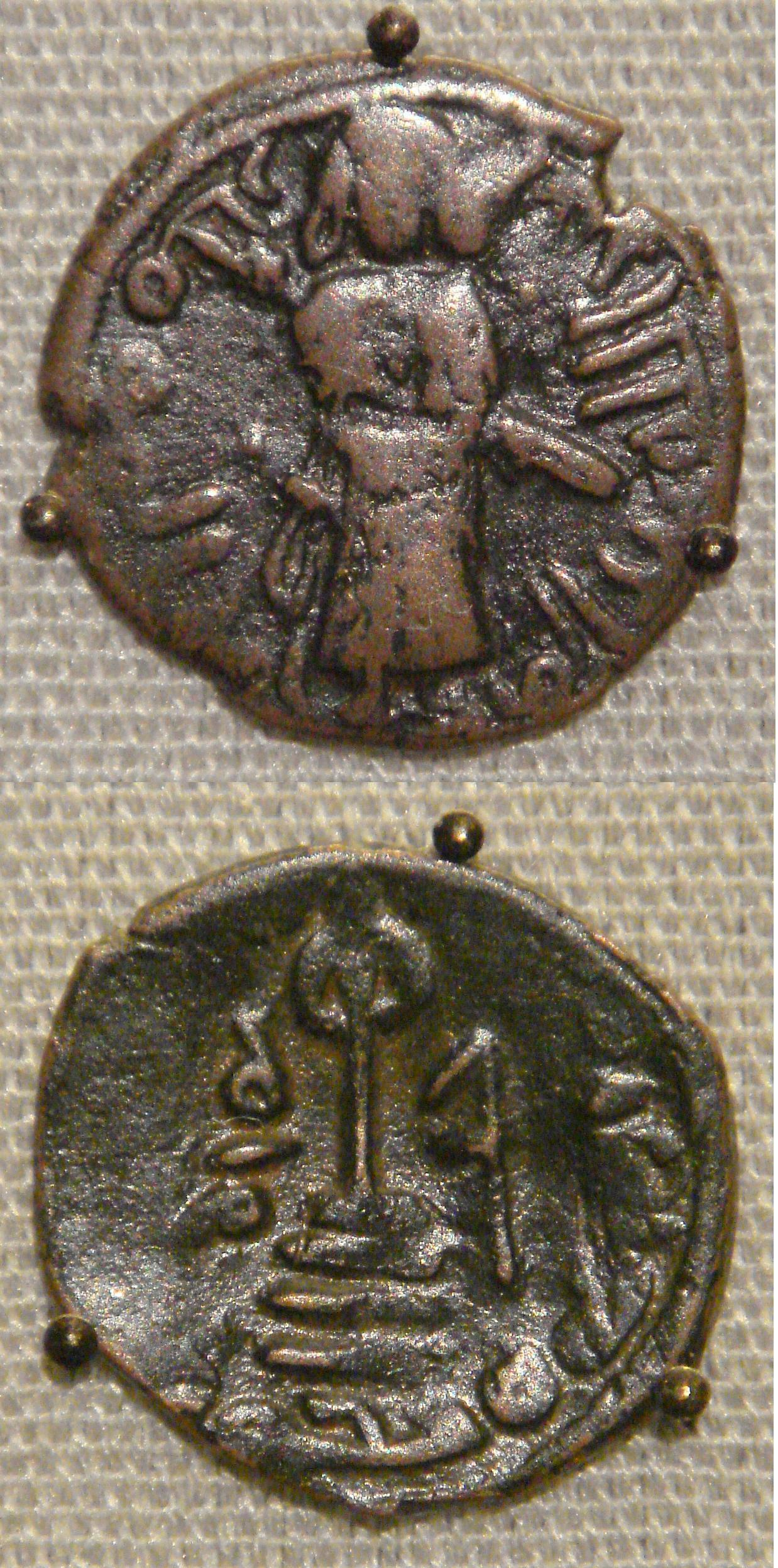
Due monete del califfato omayyade, su modello bizantino. Rame (fils), Aleppo, Siria, circa 695

Dopo la morte di ʿAbd al-Malik, suo figlio, al-Walīd I (705-715), divenne califfo. Al-Walīd era anche attivo come costruttore, promuovendo la costruzione di Al-Masjid al-Nabawi a Medina e della Grande Moschea di Damasco.
Nell'anno 712, Muḥammad b. al-Qāsim, un generale omayyade, salpò dal Golfo Persico nel Sindh in Pakistan e conquistò entrambe le regioni del Sindh e del Punjab lungo il fiume Indo. La conquista del Sindh e del Punjab, sebbene costosa, fu un grande vantaggio per il Califfato degli Omayyadi. Tuttavia, ulteriori acquisizioni furono fermate dai regni indù dell'India. Gli Arabi cercarono di invadere l'India, ma furono sconfitti dal re Nagabhata della dinastia Pratihara Gurjara dell'India settentrionale e dall'imperatore dell'India meridionale Vikramaditya II della dinastia Chalukya all'inizio dell'VIII secolo. Dopo questi avvenimenti, i cronisti arabi testimoniano che il califfo al-Mahdī «rinunciò al progetto di conquistare qualsiasi porzione dell'India».
Una figura importante durante il regno di ʿAbd al-Malik e di al-Walīd I fu il governatore dell'Iraq, al-Ḥajjāj b. Yūsuf. Molti iracheni resistettero al dominio omayyade, e il governatore fu costretto a reclutare ulteriori truppe siriane, accasermate nella nuova città di Wasit. Queste truppe divennero cruciali nella repressione di una rivolta guidata da un generale iracheno, Ibn al-Ashʿath, all'inizio dell'VIII secolo.
Ad al-Walīd succedette il fratello Sulaymān (715-717), il cui regno fu caratterizzato dal lungo assedio di Costantinopoli. Il fallimento dell'attacco congiunto via terra e via mare segnò la fine delle ambizioni arabe contro la capitale bizantina. Tuttavia, i primi due decenni dell'VIII secolo testimoniano la continua espansione del Califfato, che si spinse nella Penisola iberica a ovest e a est in Transoxiana con la conquista della regione (sotto Qutayba ibn Muslim), oltre che nell'India settentrionale.
Le fonti arabe sostengono che Qutayba ibn Muslim sottrasse per breve tempo il controllo di Kashgar alla Cina e si ritirò soltanto dopo la stipula di un accordo, ma gli storici moderni rigettano in toto questa ricostruzione.
Nel 715, il Califfato arabo degli Omayyadi decise di eliminare l'Ikhshid della valle di Fergana, e installò come nuovo sovrano Alutar sul trono. Il signore deposto fuggì a Kucha (sede del protettorato Anxi), e chiese l'intervento cinese. I Cinesi della dinastia Tang inviarono 10.000 soldati sotto Zhang Xiaosong a Fergana. Sconfissero Alutar e la forza di occupazione araba a Namangan, rimettendo sul trono l'Ikhshid.
La dinastia Tang cinese sconfisse gli invasori omayyadi nella battaglia di Aksu (717). Il comandante arabo degli Omayyadi, al-Yashkurī, e il suo esercito fuggirono a Tashkent dopo essere stati sconfitti.
Sulaymān succedette a suo cugino, ʿUmar ibn ʿAbd al-ʿAzīz (717-720), la cui posizione tra i califfi omayyadi è alquanto inusuale. Fu l'unico sovrano omayyade a essere riconosciuto dalla successiva tradizione islamica come un buon califfo e non semplicemente come un re mondano (malik).
A ʿUmar II si ascrive il suo tentativo di risolvere i problemi fiscali legati alla conversione all'Islam. Durante il periodo omayyade, la maggioranza delle persone che vivevano all'interno del califfato non erano musulmani, ma cristiani, ebrei, zoroastriani, o membri di altri piccoli gruppi. Queste comunità religiose non erano costrette a convertirsi all'Islam, ma erano soggette a una tassa (jizya) a essi solo riservata. La loro conversione provocava quindi inevitabilmente un minor afflusso di numerario nell'erario (Bayt al-māl) ma il califfo, al contrario dei suoi predecessori non si preoccupò di contrastare l'islamizzazione dei suoi sudditi, pensando più agli aspetti spirituali che ne sarebbero derivati che a quelli fiscali.
Dopo la morte di ʿUmar II, un altro figlio di ʿAbd al-Malik, Yazīd II (720-24) divenne califfo. Yazīd è meglio conosciuto per il suo "editto iconoclastico" che portò alla distruzione di immagini cristiane all'interno del territorio del Califfato. Nel 720, un'altra grande rivolta si sviluppò in Iraq, questa volta guidata da Yazīd b. al-Muhallab.

### Hisham e i limiti dell'espansione militare

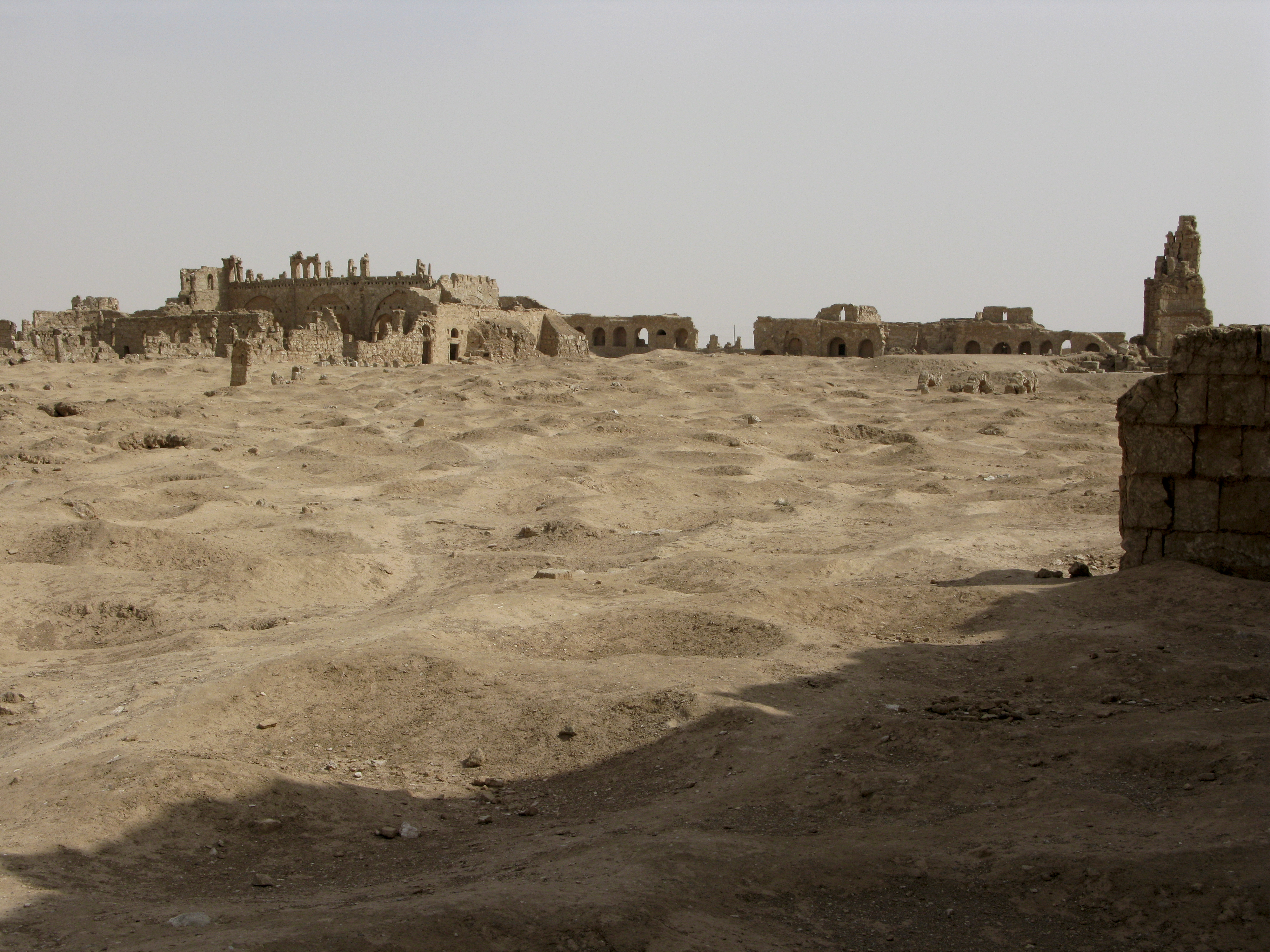
Città di Resafa, sede del palazzo di Hishām e della corte

L'ultimo figlio di ʿAbd al-Malik a diventare califfo fu Hishām (724-43), il cui lungo e movimentato regno fu soprattutto segnato dalla riduzione dell'espansione militare. Hishāa stabilì la sua corte a Rusāfa, nel nord della Siria, più vicina di Damasco al confine bizantino, e riprese le ostilità contro i Bizantini dopo il fallimento dell'ultimo assedio di Costantinopoli. Le nuove campagne portarono a una serie di incursioni di successo in Anatolia, ma anche a una sconfitta importante (Battaglia di Akroinon), e non portarono a nessuna significativa espansione territoriale.
Dalle basi africane nordoccidentali del califfato, una serie di incursioni sulle aree costiere del regno visigoto aprì la strada all'occupazione permanente della maggior parte dell'Iberia (a partire dal 711),e della Gallia sud-orientale (ultima roccaforte a Narbonne nel 759). Il regno di Hishām fu testimone della fine dell'espansione in Occidente, in seguito alla sconfitta dell'esercito arabo da parte dei Franchi nella Battaglia di Poitiers nel 732. Nel 739 scoppiò una grande rivolta berbera in Nord Africa, fu probabilmente il più grande problema militare del Califfato di Hishām.
Da esso emersero alcuni dei primi Stati musulmani al di fuori del Califfato. È anche considerato come l'inizio dell'indipendenza del Maghreb al-Aqsa, che non rientrerà mai più sotto il dominio di un califfo orientale fino al XX secolo. A ciò seguì il crollo dell'autorità degli Omayyadi in al-Andalus. In India gli eserciti arabi furono sconfitti dalla dinastia dei Chalukya dell'India meridionale e dalla dinastia dei Pratihara del nord dell'India nell'VIII secolo e gli Arabi furono cacciati dall'India.

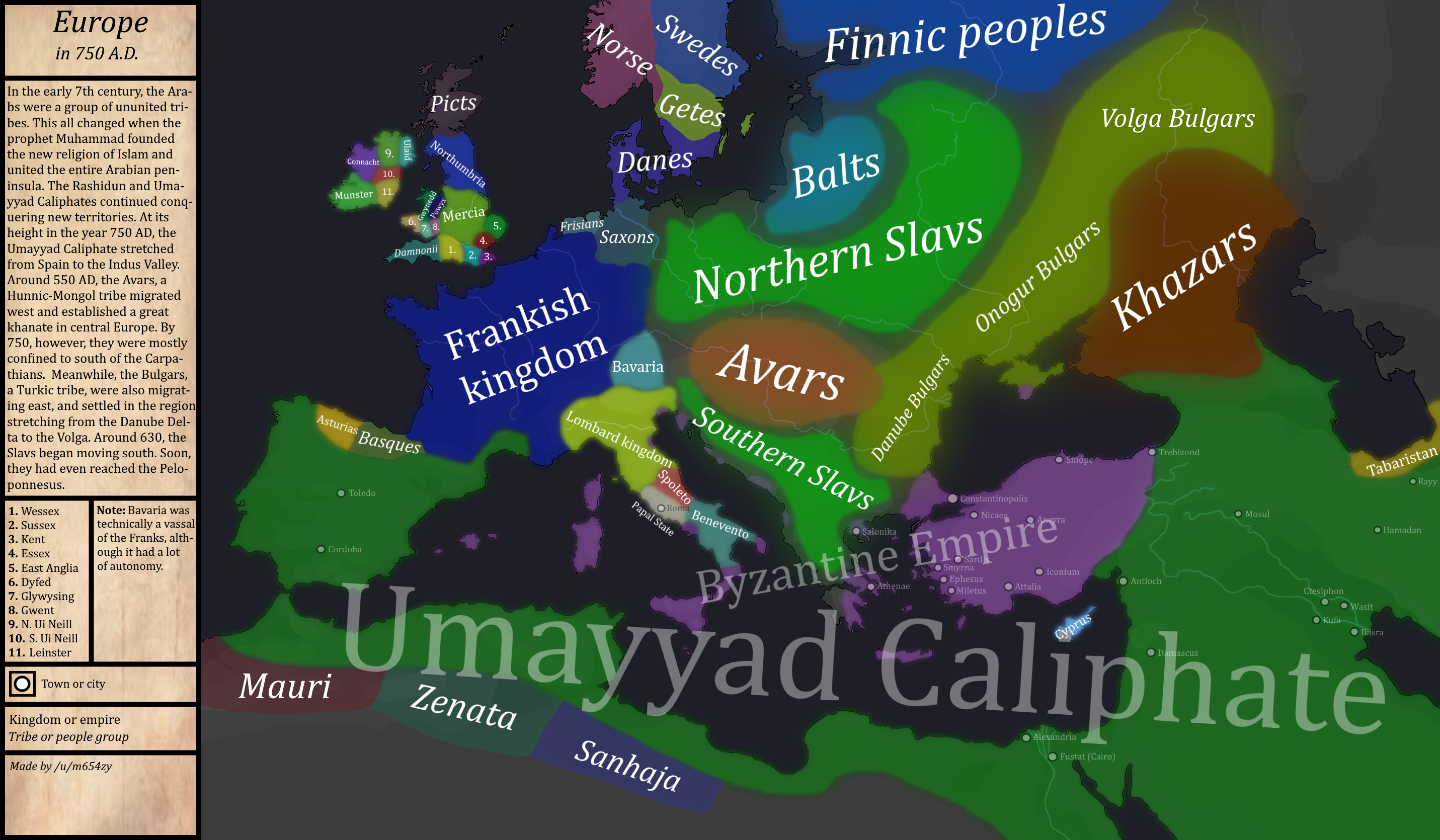
Il califfato omayyade nella sua massima estensione nel 750 d.C.

Nel Caucaso, lo scontro con i Cazari raggiunse il culmine sotto Hishām: gli Arabi fondarono Derbent come una grande base militare e lanciarono diverse invasioni nel Caucaso settentrionale, ma non riuscirono a sottomettere i nomadi Cazari. Il conflitto fu arduo e sanguinoso e l'esercito arabo subì una grave sconfitta nella battaglia di Marj Ardabil nel 730. Marwān b. Muḥammad, il futuro Marwān II, pose fine alla guerra nel 737 con una massiccia invasione che si dice abbia raggiunto il Volga, ma i Cazari rimasero non assoggettati.
Hishām subì ancora peggiori sconfitte a est, dove i suoi eserciti tentarono di sottomettere sia la Battria, con il suo centro a Balkh, e la Transoxiana, con il suo centro di Samarcanda. Entrambe le aree erano già state parzialmente conquistate, ma rimanevano difficili da governare. Ancora una volta, una particolare difficoltà riguardava la questione della conversione dei non Arabi, in particolare i Sogdiani della Transoxiana. Dopo la sconfitta degli Omayyadi nel "Giorno della sete" nel 724, Ashras ibn ʿAbd Allāh al-Sulamī, governatore del Khurasan, promise sgravi fiscali a quei Sogdiani che si fossero convertiti all'Islam, ma ritirò la sua offerta vita la minaccia di minori entrate fiscali.
Il malcontento tra gli Arabi khorasanici salì bruscamente dopo le perdite subite nella Battaglia della strettoia nel 731. Nel 734, al-Ḥārith b. Surayj guidò una rivolta che ricevette ampio sostegno da Arabi e Khorasanici allo stesso modo, catturando Balkh ma non riuscendo a prendere Merv. Dopo questa sconfitta, il movimento di al-Ḥārith sembra perse mordente. Il problema dei diritti dei musulmani non Arabi continuò a tormentare gli Omayyadi.

### La terza fitna
A Hishām successe al-Walīd II (743-44), figlio di Yazīd II. Si dice che al-Walīd fosse più interessato ai piaceri terreni che alla religione, una nomea che può essere confermata dalla decorazione dei cosiddetti "palazzi del deserto" (compresi Qusayr Amra e Khirbat al-Mafjar) che sono stati attribuiti a lui. Attirò rapidamente l'inimicizia di molti, sia giustiziando un buon numero di coloro che si erano opposti al suo Califfato, sia perseguitando la Qadariyya.
Nel 744, Yazīd III, un figlio di al-Walīd I, fu proclamato califfo a Damasco, e il suo esercito affrontò le forze di al-Walīd II e lo uccise. Yazīd III si guadagnò una buona reputazione di pietà e potrebbe essere stato simpatizzante della Qadariyya, ma morì dopo appena sei mesi di regno.
Yazīd III aveva nominato suo fratello Ibrāhīm come suo successore, ma Marwān II (744-50), nipote di Marwān I, guidò un esercito che entrò dalla frontiera settentrionale a Damasco nel dicembre 744, dove fu proclamato califfo. Marwān II trasferì immediatamente la capitale a nord di Harran, nell'attuale Turchia. Presto scoppiò una ribellione in Siria, forse a causa del risentimento per il trasferimento della capitale, e nel 746 Marwān rase al suolo le mura di Homs e di Damasco per rappresaglia.
Marwān affrontò anche una significativa opposizione da parte dei kharigiti in Iraq e in Iran, che avevano scelto come loro guida al-Daḥḥāk ibn Qays prima e Abū Dulāf poi. Nel 747, Marwān IIriuscì a ristabilire il controllo dell'Iraq, ma a quel punto una minaccia più grave era sorta in Khorasan.

### La rivoluzione abbaside

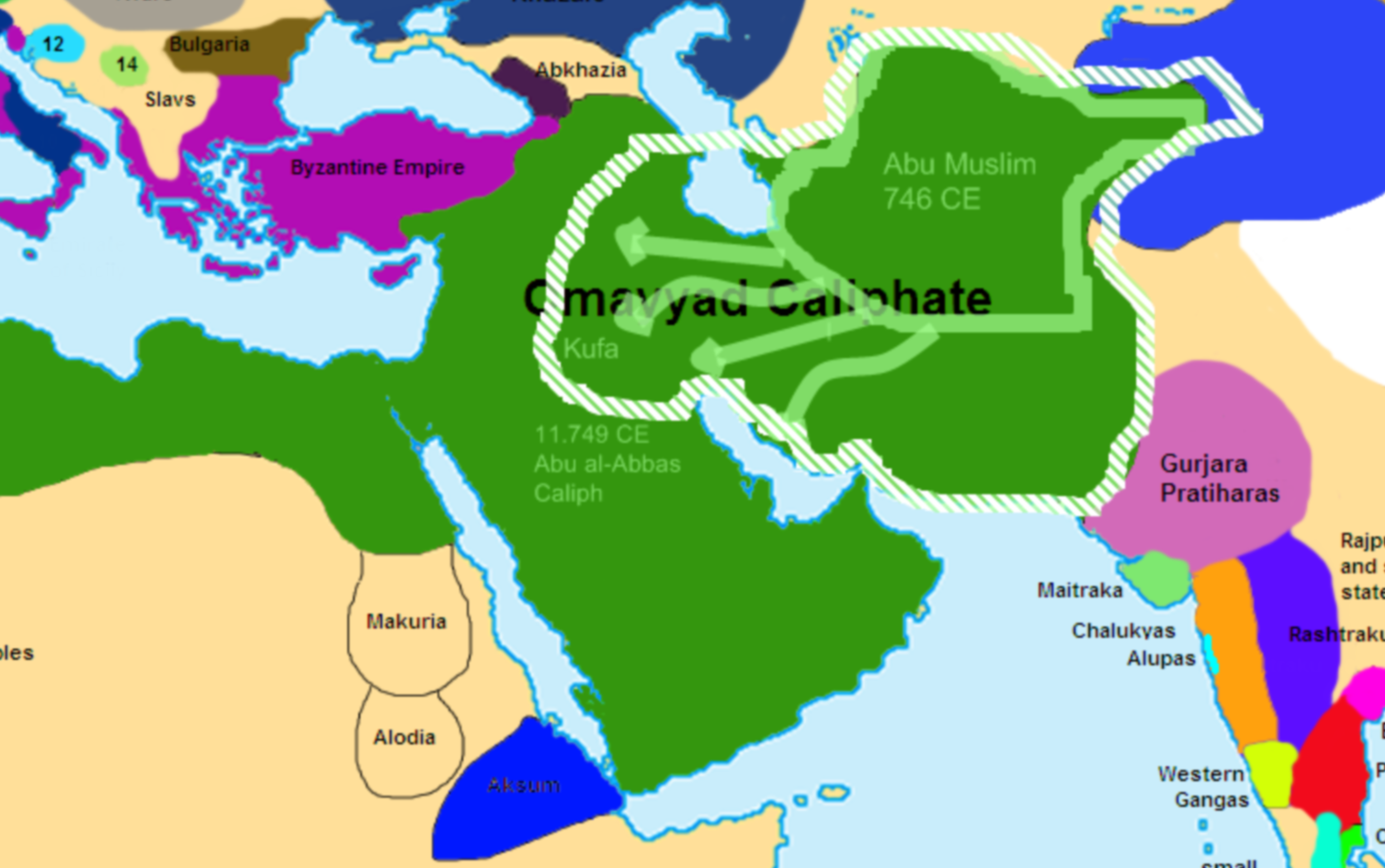
Il califfato all'inizio della rivolta abbaside, prima della battaglia dello Zab

Il movimento della Hāshimiyya (una propaggine alide della Kaysaniyya), guidata dalla famiglia abbaside, rovesciò il califfato omayyade.
Gli Abbasidi erano membri del clan dei B. Hāshim dei Quraysh, rivale degli Omayyadi, ma la parola "Hāshimiyya" sembra riferirsi specificamente ad Abū Hāshim, un nipote di ʿAlī e figlio di Muḥammad b. al-Ḥanafiyya. Secondo alcune tradizioni, Abū Hāshim morì nel 717 a Humayma nella casa di Muḥammad ibn ʿAlī, capo della famiglia abbaside che, prima di morire, nominò Muḥammad b. ʿAlī suo successore. Questa tradizione permise agli Abbasidi di radunare i sostenitori della fallita rivolta di al-Mukhtār, che si era presentato come sostenitore di Muḥammad b. al-Ḥanafiyya.
A partire dal 719, le missioni della Hāshimiyya iniziarono a cercare aderenti in Khorasan. La loro azione di proselitismo fu definita daʿwa. Cercarono sostegno per un "membro della famiglia" di Maometto, senza menzionare esplicitamente gli Abbasidi. Queste missioni ebbero successo sia tra gli Arabi sia tra i non Arabi (mawālī), decretandone il successo.

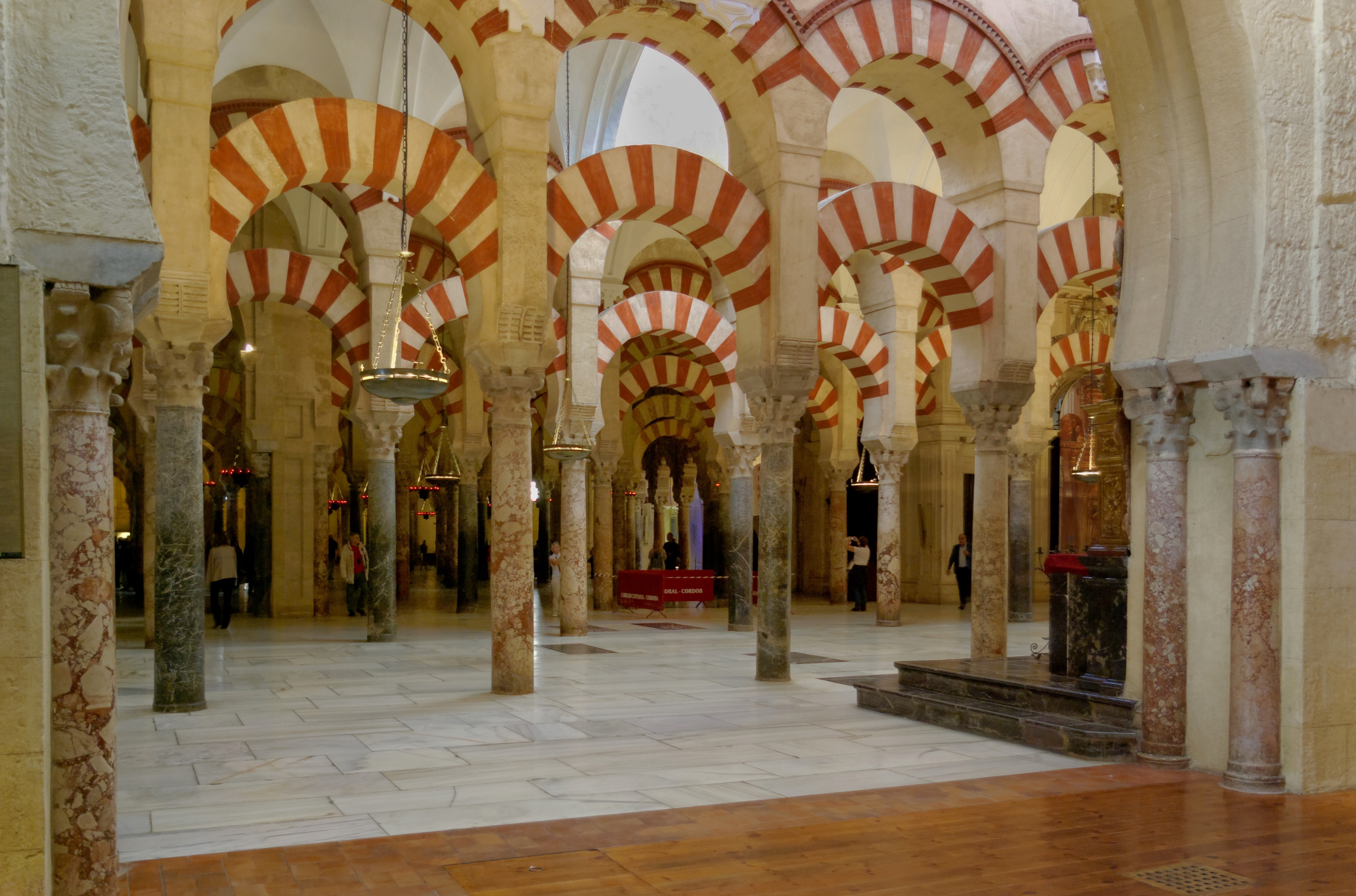
La grande moschea di Cordova in Spagna, costruita da Banu Umayya.

Intorno al 746, Abū Muslim assunse la guida della Hāshimiyya in Khorasan. Nel 747, iniziò con successo una rivolta aperta contro il dominio degli Omayyadi, attuato sotto il segno di bandiere nere (come quelle di Ibn Surayj). Presto si conseguì il controllo del Khorasan, espellendo il governatore omayyade, Naṣr b. Sayyār, e inviò un esercito verso ovest. Kufa cadde sotto i colpi degli eserciti della Hāshimiyya (chiamati Khorāsāniyya) nel 749, l'ultima roccaforte degli Omayyadi in Iraq, Wāsiṭ, fu posta sotto assedio, e nel novembre dello stesso anno Abū l-ʿAbbās al-Saffāḥ fu riconosciuto come nuovo califfo nella moschea di Kufa. A questo punto Marwān II mobilitò le sue truppe da Harran avanzando verso l'Iraq. Nel gennaio 750 le due forze si incontrarono nella Battaglia dello Zab e gli Omayyadi furono sconfitti. Damasco cadde in mano agli Abbasidi ad aprile, e in agosto Marwān fu ucciso in Egitto.
I vincitori profanarono le tombe degli Omayyadi in Siria, risparmiando solo quelli di ʿOmar II, e la maggior parte dei rimanenti membri della famiglia degli Omayyadi furono rintracciati e uccisi. Quando gli Abbasidi dichiararono l'amnistia per i membri della famiglia degli Omayyadi, ottanta si radunarono per ricevere il perdono e tutti furono massacrati. Un nipote di Hishām, ʿAbd al-Raḥmān b. Muʿāwiya, sopravvisse e fuggì attraverso l'Africa del nord, sconfiggendo il governatore nominato a suo tempo dagli Omayyadi, ma resosi autonomo, stabilendo un emirato in Iberia (Al-Andalus). In una richiesta non riconosciuta al di fuori di al-Andalus, sostenne che il Califfato degli Omayyadi, il vero, autentico califfato, più legittimo di quello usurpato dagli Abbasidi, continuava attraverso lui a Cordova, per sopravvivere per secoli, inizialmente come semplice Emirato.
Previté-Orton sostiene che le ragioni del declino degli Omayyadi furono la rapida espansione dell'Islam. Durante il periodo omayyade, le conversioni di massa portarono Persiani, Berberi, Copti e Aramei all'Islam. Questi mawālī (liberti) erano spesso più istruiti e più civilizzati dei loro dominatori arabi. I nuovi convertiti, sulla base dell'uguaglianza di tutti i musulmani, trasformarono il panorama politico. Previté-Orton sostiene inoltre che la faida tra Siria e Iraq aveva indebolito ulteriormente il Califfato.

## Politica

### Ordinamento dello Stato
I primi quattro califfi hanno creato un'amministrazione stabile per l'impero, seguendo le pratiche e le istituzioni amministrative dell'Impero bizantino che avevano precedentemente governato la stessa regione. Questi consistevano di quattro rami governativi principali: affari politici, affari militari, riscossione delle imposte e amministrazione religiosa. Ognuno di essi è stato ulteriormente suddiviso in più filiali, uffici e dipartimenti.

### Funzionari governativi
Man mano che l'impero cresceva, il numero di lavoratori arabi qualificati era troppo piccolo per tenere il passo con la rapida espansione dell'impero. Pertanto, Muʿāwiya permise a molti degli impiegati del governo locale nelle province conquistate di mantenere il loro lavoro sotto il nuovo governo degli Omayyadi. Pertanto, gran parte del lavoro del governo locale è stato registrato in greco, copto e persiano. Fu solo durante il regno di ʿAbd al-Malik che i lavori del governo iniziarono a essere regolarmente registrati in arabo.

### Suddivisioni amministrative
Geograficamente, l'impero era diviso in diverse province, i cui confini sono cambiati numerose volte durante il regno degli Omayyadi. Ogni provincia aveva un governatore nominato dal Califfo. Il governatore era responsabile dei funzionari religiosi, dei capi dell'esercito, della polizia e degli amministratori civili nella sua provincia. Le spese locali venivano pagate con le tasse provenienti da quella provincia, mentre il resto ogni anno veniva inviato al governo centrale di Damasco. Mentre il potere centrale dei sovrani omayyadi diminuiva negli ultimi anni della dinastia, alcuni governatori trascurarono di mandare le entrate fiscali extra a Damasco e crearono grandi fortune personali.

### Dīwān centrali
Per assistere il Califfo nell'amministrazione c'erano sei commissioni Centrali: il Dīwān al-Kharāj (il Consiglio delle Entrate), il Dīwān al-Rasāʾil (il Consiglio della Corrispondenza), il Dīwān al-Khaṭam (il Consiglio del Sigillo), il Dīwān al-Barīd (il Consiglio della Corrispondenza), il Dīwān al-Quḍat (il Consiglio della giustizia) e il Dīwān al-Jund (il Consiglio dell'Esercito).

#### Dīwān al-Kharāj
Il Consiglio centrale delle entrate amministrava l'intero capitale dell'impero. Inoltre imponeva e raccoglieva le tasse e le entrate erogate.

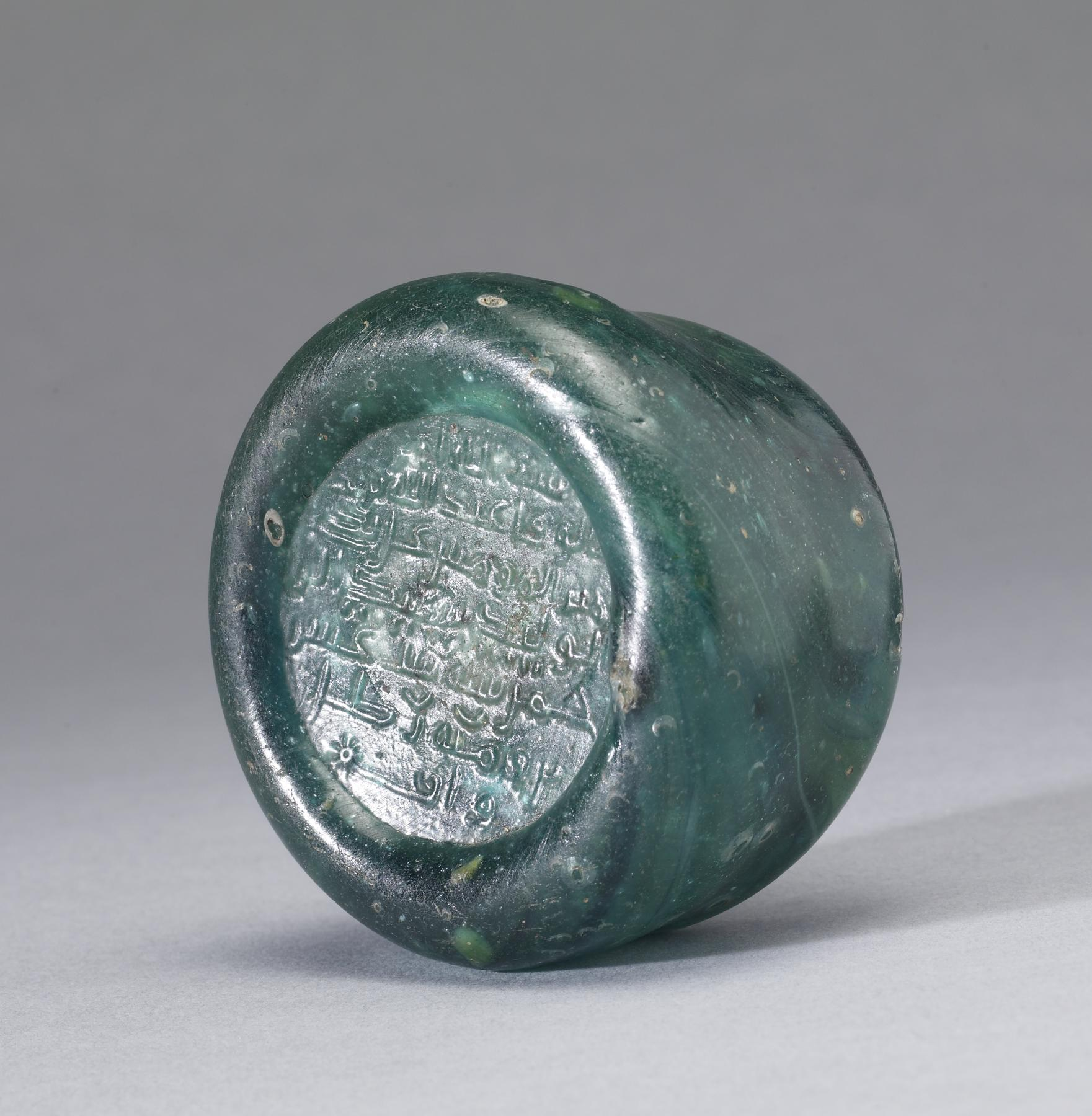
Una moneta della dinastia degli Omayyadi, datata 743, in vetro. Uno dei più antichi oggetti islamici in un museo americano (Walters Art Museum).

#### Dīwān al-Rasāʾil
Un regolare Consiglio della Corrispondenza fu istituito sotto gli Omayyadi. Emetteva missive statali e circolari dirette agli ufficiali centrali e provinciali. Coordinava il lavoro di tutti i Consigli e si occupava di tutta la corrispondenza come segretario principale.

#### Dīwān al-Khaṭam
Per controllare la contraffazione, è stato istituito da Muʿāwiya il Dīwān al-Khaṭam (Ufficio del Sigillo), una sorta di cancelleria di Stato. Esso era solito creare e conservare una copia di ciascun documento ufficiale prima di sigillare e spedire l'originale alla sua destinazione. Così nel corso del tempo si sviluppò un archivio statale omayyade a Damasco fin dall'epoca di ʿAbd al-Malik. Questo dipartimento sopravvisse fino alla metà del periodo abbaside.

#### Dīwān al-Barīd
Muʿāwiya introdusse il servizio postale, ʿAbd al-Malik lo estese a tutto il suo impero, e al-Walīd I ne fece pieno uso. Il califfo ʿAbd al-Malik sviluppò un servizio postale regolare. ʿOmar II lo sviluppò ulteriormente, costruendo caravanserragli che consentivano tappe lungo la strada verso il Khorasan. Il cambio dei cavalli veniva usato per il trasporto di dispacci tra il califfo, i suoi agenti e i funzionari inviati nelle province. Le principali strade vantavano stazioni di sosta ogni 19 km, con la possibilità da parte del viandante di scambiare cavalli, asini o cammelli freschi. In primo luogo il servizio rispondeva alle esigenze dei funzionari governativi, ma anche i viaggiatori e le loro importanti spedizioni erano beneficiati dal sistema. Il sistema postale erano anche usato per il trasporto rapido di truppe. Essi erano in grado di trasportare da cinquanta a cento uomini alla volta. Sotto il governatore Yūsuf b. ʿUmar al-Thaqāfī, il dipartimento postale dell'Iraq costava 4.000.000 dirham all'anno.

#### Dīwān al-Quḍat
Nel primo periodo dell'Islam, la giustizia era amministrata personalmente da Maometto e dai 4 califfi ortodossi. Dopo l'espansione dello Stato islamico, ʿOmar b. al-Khaṭṭāb dovette separare il sistema giudiziario dall'amministrazione generale e nominare il primo qāḍī in Egitto già nel 643 d.C./23 E.. Dopo il 661, una serie di giudici si succedettero in Egitto sotto i califfi omayyadi, Hishām e al-Walīd II.

#### Dīwān al-Jund
Il Dīwān di ʿOmar b. al-Khaṭṭāb, che assegnava rendite a tutti gli Arabi e ai soldati musulmani di altre razze, subì un cambiamento nelle mani degli Omayyadi. Gli Omayyadi mutarono i registri di arruolamento e i beneficiari considerarono le pensioni come indennità di soggiorno anche senza essere in servizio attivo. Hishām lo riformò e pagò solo coloro che partecipavano alle battaglie. Sul modello del sistema bizantino, gli Omayyadi riformarono la loro organizzazione militare in generale e la divisero in cinque corpi: il centro, due ali, avanguardia e retroguardia, seguendo la stessa formazione mentre erano in marcia o su un campo di battaglia. Marwān II (740-50) abbandonò la vecchia divisione e introdusse il Kurdus (la coorte), un piccolo corpo compatto. Le truppe degli Omayyadi erano divise in tre divisioni: fanteria, cavalleria e artiglieria. Le truppe arabe erano vestite e armate alla moda greca. La cavalleria omayyade usava selle semplici e rotonde. L'artiglieria usava l'ʿarrada (ballista), il manjānīq (il mangano) e la dabbāba o kabsh (ariete). I pesanti motori, le macchine d'assedio e i bagagli venivano trasportati su cammelli al seguito delle truppe.

### Simboli
Il colore dinastico degli Omayyadi era il bianco, a causa delle bandiera di Muʿāwiya; ora è uno dei quattro colori panarabi che - col rosso, nero e verde, appaiono in varie combinazioni sulle bandiere della maggior parte dei Paesi arabi.

## Società

### Demografia
Al momento della sua massima estensione, il Califfato degli Omayyadi copriva 13400000 km² e contava 49 milioni di abitanti, numeri che lo hanno reso il settimo impero più vasto della storia con riferimento alla vastità e alla proporzione rispetto alla popolazione mondiale. Sempre durante la fase più florida della sua esistenza, esso governava il 29,5% della popolazione mondiale.

### Classi sociali
Il califfato omayyade vantava quattro classi sociali principali:
1. Arabi musulmani;
2. Musulmani non arabi (clienti degli arabi musulmani);
3. Dhimmi, persone libere non musulmane (cristiani, ebrei, zoroastriani e altri);
4. schiavi.

Gli arabi musulmani erano ai vertici della società e vedevano come loro dovere governare le aree conquistate. Nonostante l'Islam affermi l'uguaglianza di tutti i musulmani, i musulmani arabi erano tenuti maggiormente in considerazione rispetto ai musulmani non arabi e generalmente non si mescolavano con altri musulmani.
L'ineguaglianza dei musulmani nell'impero portò a disordini sociali. Con la diffusione dell'Islam, sempre più popolazioni musulmane era costituite da non Arabi. Ciò causò tensioni poiché i nuovi convertiti non avevano gli stessi diritti degli Arabi musulmani. Inoltre, con l'aumentare delle conversioni, le entrate fiscali dei non musulmani erano scese a minimi pericolosi. Questi problemi erano cresciuti nel tempo, fino a quando non esplose la rivoluzione abbaside negli anni del 740.

#### Non musulmani
I gruppi non musulmani del califfato omayyade, che includevano cristiani, ebrei, zoroastriani e berberi pagani, erano chiamati dhimmī. Era loro riconosciuto uno status legalmente protetto, ma di cittadini di seconda classe, purché accettassero e riconoscessero la supremazia politica dei musulmani al governo pagando una tassa, nota come jizya, che i musulmani invece non dovevano versare, poiché pagavano l'imposta coranica della zakāt. Se si fossero convertiti all'Islam, costoro avrebbero smesso di pagare la jizya passando alla zakāt.
I dhimmī avevano il permesso di ricorrere a loro tribunali in materia ereditaria, di stato civile, di matrimonio e di ripudio, oltre a praticare liberamente la propria fede. Anche se non potevano tenere i più alti uffici pubblici nell'impero, avevano molte posizioni burocratiche all'interno del governo. Cristiani ed ebrei continuarono a produrre grandi pensatori teologici all'interno delle loro comunità, anche se, col passare del tempo, vari intellettuali si convertirono all'Islam, impoverendo le loro comunità di provenienza.

## Economia

### Monetazione

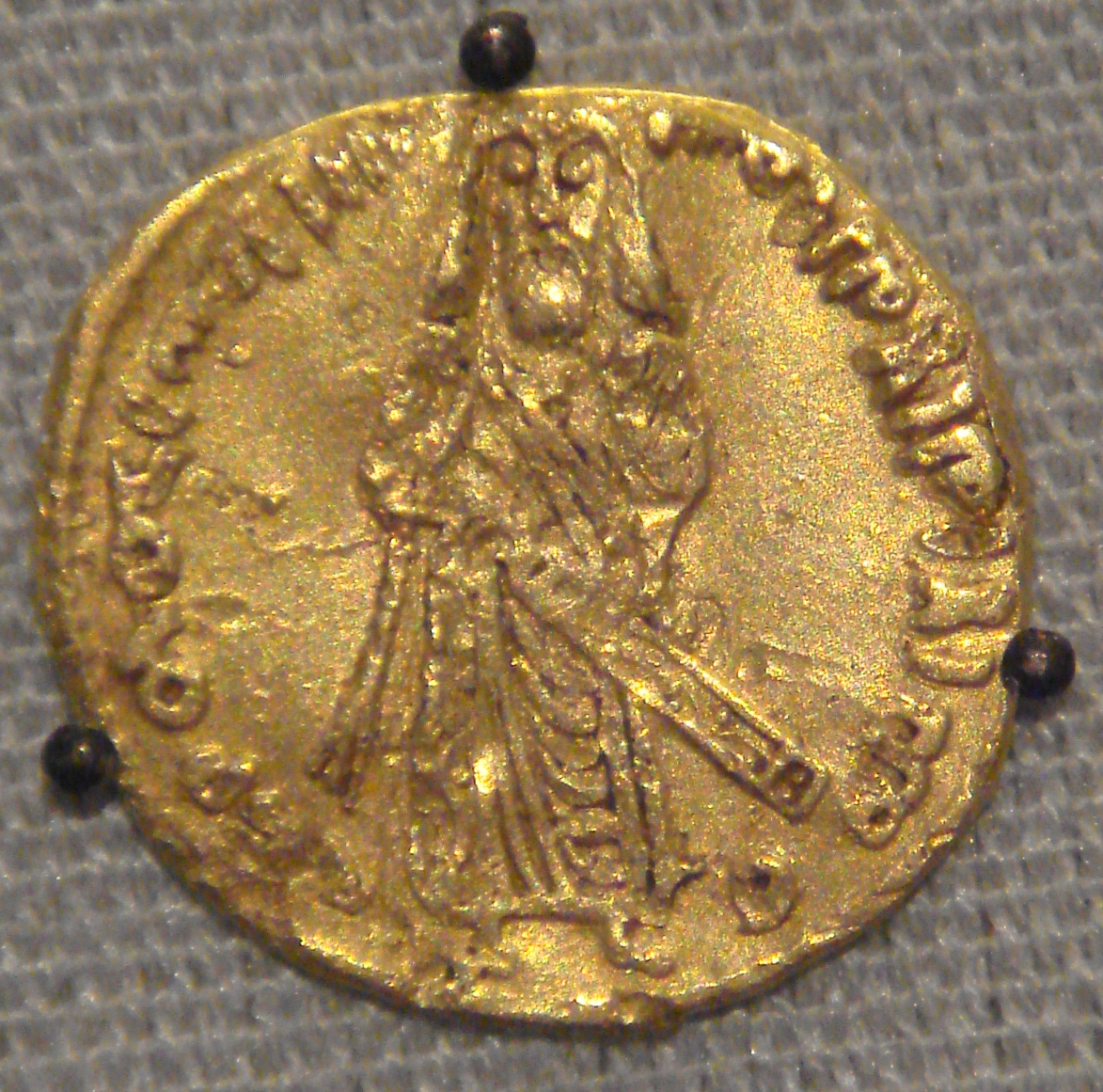
Moneta del califfato omayyade, basata su un modello bizantino, 695

Gli imperi bizantino e sasanide si affidarono alle economie monetarie prima della conquista musulmana e quel sistema rimase in vigore durante il periodo omayyade. Le monete bizantine in rame furono usate fino al 658, mentre le monete d'oro bizantine erano ancora in uso fino alle riforme monetarie intorno al VII secolo. Oltre a questo, il governo degli Omayyadi iniziò a coniare le sue monete a Damasco, inizialmente simili a monete preesistenti ma evolute in una direzione indipendente. Queste furono «le prime monete coniate da un governo musulmano nella storia». Le monete d'oro venivano chiamate dīnār, mentre quelle d'argento dirham.

## Lascito
La famiglia di Muʿāwiya I fu a lungo oppositrice dell'Islam, fino alla conquista della Mecca.
Tuttavia è ricordato da tutti i testi islamici (quale ad esempio il Kitāb futūḥ al-Shām/"Libro della conquista della Siria" dello pseudo-Wāqidī), che dopo la conversione all'Islam, il padre di Muʿāwiya, Abū Sufyān ibn Ḥarb e suo fratello Yazīd furono nominati in posti di responsabilità e a Yazīd fu affidato addirittura il comando di uno dei corpi di spedizione diretti alla conquista della Siria bizantina. Tra le principali operazioni belliche a cui presero parte rientrava la battaglia dello Yarmūk. La sconfitta dell'imperatore bizantino Eraclio avvenuta in quel frangente aprì la strada all'espansione musulmana a Gerusalemme e in Siria.
Nel 639, Muʿāwiya fu nominato governatore della Siria dal secondo califfo ʿOmar b. al-Khaṭṭāb dopo che suo fratello e precedente governatore Yazīd e Abū ʿUbayda b. al-Jarrāḥ erano morti in una pestilenza insieme a 25.000 altre persone. 'ʿAmr ibn al-ʿĀṣ fu inviato ad assumere il comando dell'esercito islamica in Egitto, dopo aver ricevuto l'ordine di ʿOmar di non frapporre tra di loro il mare.
Con risorse limitate, Muʿāwiya iniziò a crearsi in Siria degli alleati. Sposò Maysūm, figlia del capo dei Kalb, grande tribù araba cristiana giacobita in Siria. Il suo matrimonio con Maysūm era politicamente motivato. La tribù dei B. Kalb era rimasta in gran parte neutrale quando i musulmani erano penetrati per la prima volta in Siria. Dopo la pestilenza che uccise gran parte dell'esercito musulmano in Siria, sposando Maysūm, Muʿāwiya cominciò a usare i cristiani giacobiti contro i Bizantini. Anche Maysūm (madre di Yazīd) era una cristiana giacobita. Con risorse limitate e i Bizantini appena oltre il confine, Muʿāwiya lavorò in cooperazione con la popolazione cristiana locale. Per fermare le operazioni bizantine in mare durante le guerre arabo-bizantine, nel 649 Muʿāwiya organizzò una flotta, organizzata tecnicamente da cristiani monofisiti, copti e giacobiti siriani, e da truppe musulmane.
Muʿāwiya fu uno dei primi a rendersi conto dell'importanza di avere una marina; finché la flotta bizantina poteva navigare senza incontrare opposizioni, la linea costiera della Siria, della Palestina e dell'Egitto non sarebbero state mai al sicuro. Muʿāwiya, insieme ad ʿAbd Allāh ibn Saʿd, nuovo governatore dell'Egitto, riuscì a persuadere ʿUthmān a concedere loro il permesso di costruire una grande flotta nei cantieri navali dell'Egitto e della Siria
Il primo vero combattimento navale tra la marina musulmana e quella bizantina fu la cosiddetta battaglia di Dhāt al-sawārī nel 655.

### Il significato storico

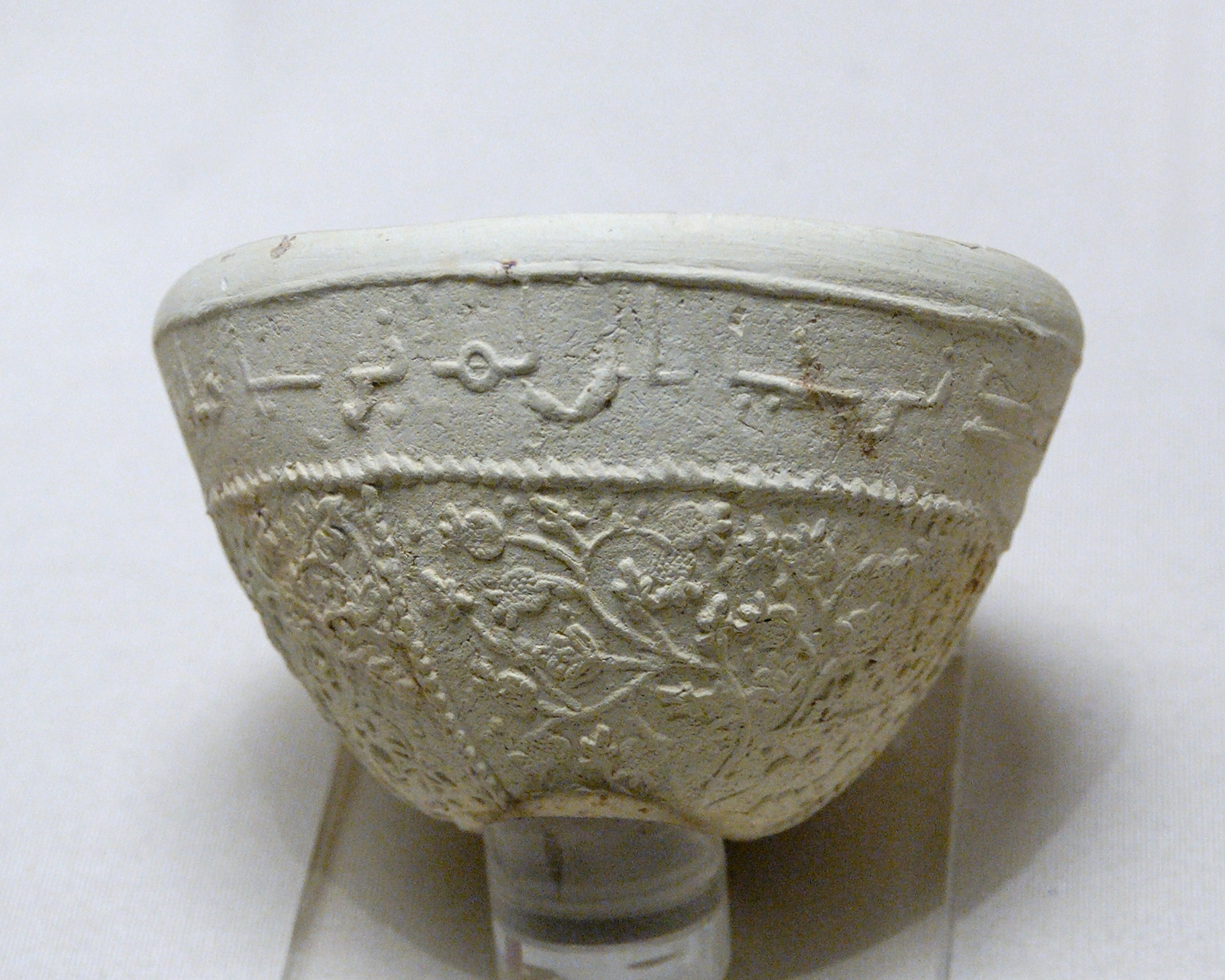
Ciotola decorata con rilievi e melograni, scritta in arabo, ceramica di argilla con decorazione modellata, VII-VIII secolo, Suse, Musée du Louvre.

Il califfato omayyade fu caratterizzato da un'accentuata espansione territoriale, che impose soluzioni diverse per i problemi amministrativi e culturali da essa creati. Nonostante alcune notevoli eccezioni, gli Omayyadi tendevano a favorire i diritti delle vecchie famiglie arabe, e in particolare le loro, oltre che su quelle dei musulmani appena convertiti (mawālī). Pertanto coltivarono una concezione alquanto meno universalista dell'Islam rispetto a quella di molti dei loro rivali. G.R. Hawting ha commentato a tal proposito che «l'Islam era di fatto considerato proprietà dell'aristocrazia conquistatrice».
Durante il periodo degli Omayyadi, l'arabo divenne la lingua amministrativa. Documenti di stato e monete erano emessi in questa lingua. Le conversioni di massa portarono un grande afflusso di musulmani al califfato. Gli Omayyadi costruirono anche edifici famosi come la Cupola della Roccia a Gerusalemme e la Moschea degli Omayyadi a Damasco e ad Aleppo.
Secondo una visione comune, gli Omayyadi trasformarono il califfato da un'istituzione religiosa (durante il Califfato dei Rashidun) a uno dinastico. Tuttavia, i califfi omayyadi sembrano fossero convinti di essere i rappresentanti di Dio sulla terra e di essere stati i responsabili della «definizione ed elaborazione delle ordinanze di Dio, o in altre parole della definizione o dell'elaborazione della legge islamica».
Malgrado le accuse di aver promosso una regalità terrena (mulk, un termine con connotazioni di tirannia) invece di un vero califfato (khilāfa), bisogna però ricordare che i califfi omayyadi si riferivano a se stessi non tanto come khalīfat rasūl Allāh ("Vicario dell'Inviato di Dio", titolo preferito dalla tradizione), ma piuttosto come khalīfat Allāh ("Vicario di Dio"). La distinzione sembra indicare che gli Omayyadi «si consideravano come rappresentanti di Dio a capo della comunità e non vedevano alcun bisogno di condividere il loro potere religioso, o delegarlo, con la classe emergente degli studiosi religiosi». Infatti, fu proprio questa classe di studiosi, basata in gran parte in Iraq, che fu responsabile della raccolta e della registrazione delle tradizioni che costituiscono il materiale di base per la storia del periodo omayyade. Nel ricostruire questa storia, quindi, è necessario fare affidamento principalmente su fonti come le storie di Ṭabarī e al-Balādhurī, che furono scritte nella corte abbaside di Baghdad.
Il nazionalismo arabo moderno considera il periodo degli Omayyadi come parte dell'età dell'oro arabo che cercava di emulare e restaurare.

### Pareri teologici riguardanti gli Omayyadi

#### Opinioni sunnite
Molti musulmani hanno criticato gli omayyadi per aver avuto troppi amministratori non musulmani, nello specifico ex romani, nel loro governo. Tra questi, si può annoverare come esempio più celebre San Giovanni Damasceno, un alto funzionario al servizio dell'apparato burocratico degli Omayyadi. Quando i musulmani conquistarono le città, lasciarono i rappresentanti politici dei popoli e gli esattori delle tasse e gli amministratori romani. Le tasse al governo centrale venivano calcolate e negoziate dai rappresentanti politici dei popoli. Il governo centrale veniva pagato per i servizi forniti e il governo locale otteneva i soldi per i servizi forniti. Molte città cristiane avevano anche usato alcune delle tasse per mantenere le loro chiese e gestire le proprie organizzazioni. Più tardi gli Omayyadi furono criticati da alcuni musulmani per non aver ridotto le tasse delle persone convertite all'Islam. Questi nuovi fedeli avevano continuato a pagare le stesse tasse precedentemente negoziate.
Più tardi, quando ʿOmar II salì al potere, ridusse queste tasse. Venne quindi elogiato come uno dei più grandi sovrani musulmani dopo i quattro califfi. L'imām Abū Muḥammad ʿAbd Allāh b. ʿAbd al-Ḥakam, che visse nell'829 e scrisse una biografia su ʿOmar b. ʿAbd al-ʿAzīz, affermò che la riduzione di queste tasse stimolava l'economia e creava ricchezza ma riduceva anche il bilancio governativo e questo portò quindi a una riduzione nel bilancio della difesa.
Solo il sovrano omayyade di Damasco, ʿOmar II viene però unanimemente elogiato dalle fonti sunnite per la sua devota devozione e il senso di giustizia. Nei suoi sforzi per diffondere l'Islam aveva stabilito le libertà per i mawālī abolendo la jizya per i convertiti all'Islam. L'imām Abū Muḥammad ʿAbd Allāh b. ʿAbd al-Ḥakam ha detto che ʿOmar II sospese il versamento dell'indennità personale ai suoi parenti, affermando che poteva concedere loro solo un'indennità se accordava un assegno a tutti gli altri sudditi dell'impero. Il fatto che, dopo la morte di ʿOmar II, si tronasse al vcecchio sistema, aumentò l'insofferenza e fomentò la rivolta abbaside.

#### Opinioni sciite
La visione negativa degli Omayyadi da parte degli sciiti è espressa brevemente nel libro sciita "Ṣulḥ al-Ḥasan". Secondo i ḥadīth sciiti, non considerati autentici dai sunniti, ʿAlī li descrisse come i peggiori responsabili della Fitna. Nelle fonti sciite, il califfato omayyade è diffusamente definito «tirannico, anti-islamico e senza Dio». Gli sciiti sottolineano che il fondatore della dinastia, Muʿāwiya, che si dichiarò califfo nel 657 e che aveva combattuto il genero di Maometto, quando era califfo, nell battaglia di Siffin, dichiarò suo figlio, Yazīd, come suo successore, in violazione di un trattato con al-Ḥasan, nipote di Maometto. Un altro dei nipoti di Maometto, al-Ḥusayn ibn ʿAlī, fu ucciso dalle truppe di Yazīd nel massacro di Kerbalāʾ. Altri Imam sciiti, come il pronipote di Maometto, ʿAlī ibn al-Ḥusayn, Zayn al-ʿĀbidīn, furono per mano dei califfi omayyadi.

## Letteratura antica
Il libro al-Muwatta di Mālik b. Anas fu scritto nel primo periodo abbaside a Medina. Non contiene alcun passaggio anti-omayyade, forse perché era più interessato a ciò che il Corano e ciò che Maometto dicevano e non era un libro di storia.
Anche i primi resoconti filo-sciiti di al-Masʿūdī sono abbastanza anodini. al-Masʿūdī, nel suo Ibn Hishām scrisse il più antico racconto sciita su Muʿāwiya, racconta che questi aveva passato molto tempo in preghiera, nonostante il peso del gestire un grande impero.
al-Zuhrī dichiarò che Muʿāwiya aveva guidato il pellegrinaggio (Ḥajj) due volte durante il suo regno.
I libri scritti nel primo periodo abbaside come "Le origini dello Stato islamico" di al-Balādhurī forniscono una storia abbastanza accurata ed equilibrata. Anche Ibn Hishāmn scrisse su questi eventi. Gran parte della letteratura anti-omayyade iniziò ad apparire nel tardo periodo abbaside in Persia.
Dopo aver ucciso la maggior parte degli Omayyadi e distrutto le tombe dei Califfi, eccezion fatta per Muʿāwiya e ʿOmar b. ʿAbd al-ʿAzīz, i libri di storia scritti durante il successivo periodo abbaside sono quelli maggiormente anti-omayyadi. L'Iran era sunnita all'epoca ed esisteva un forte sentimento anti-arabo in Iran dopo la caduta dell'Impero persiano. Questo sentimento anti-arabo ha influenzato anche i libri sulla storia islamica. Gli Annali di Ṭabarī furono tradotti in Lingua persiana durante quel periodo.

### Fonti primarie
- Il Corano, introduzione, traduzione e commento di Alessandro Bausani, Firenze, Sansoni, rist. BUR, 1988  [1961].
- (AR) Ibn Kathīr, al-Bidāya wa l-Nihāya [L'inizio e la fine], a cura di Alī Muḥammad Muʻauwaḍ, ʻĀdil A ʻAbd-al-Mauǧūd e Aḥmad Abū-Mulḥim, 3ª ed., Beirut, Dār al-Kutub al-ʻIlmīya, 2009, ISBN 978-27-45-12781-5.

### Fonti secondarie
- (EN) Aisha Bewley, Mu'awiya, Restorer of the Muslim Faith, Londra, Dar al Taqwa, 2002, ISBN 978-18-70-58256-8.
- (EN) Khalid Yahya Blankinship, The End of the Jihâd State: The Reign of Hishām ibn ʻAbd al-Malik and the Collapse of the Umayyads, Albany, State University of New York Press, 1994, ISBN 978-0-7914-1827-7.
- (EN) Patricia Crone, Slaves on Horses: The Evolution of the Islamic Polity, Cambridge University Press, 2003, ISBN 978-05-21-52940-2.
- (EN) Michael Cook, Hagarism: The Making of the Islamic World, Cambridge, CUP Archive, 1977, ISBN 978-05-21-21133-8.
- (EN) 'Abd al-Ameer Dixon, The Umayyad Caliphate, 65-86/684-705: (A Political Study), Londra, Università di Londra, agosto 1969.
- (EN) Fred M. Donner, The Early Islamic Conquests, Princeton University Press, 2014, ISBN 978-14-00-84787-7.
- (EN) Abd al-Aziz Duri, Early Islamic Institutions: Administration and Taxation from the Caliphate to the Umayyads and ʿAbbāsids, traduzione di Razia Ali, Londra e Beirut, I. B. Tauris and Centre for Arab Unity Studies, 2011, ISBN 978-1-84885-060-6.
- (EN) R. Eisener, Sulaymān b. ʿAbd al-Malik, in The Encyclopaedia of Islam, IX: San–Sze, New Edition, Leida, Brill, 1997,  pp. 821-822, ISBN 978-90-04-10422-8.
- (EN) Amikam Elad, Medieval Jerusalem and Islamic Worship: Holy Places, Ceremonies, Pilgrimage, 2ª ed., Leida, Brill, 1999, ISBN 90-04-10010-5.
- (EN) Nikita Elisséeff, Dimashk, in The Encyclopaedia of Islam, II: C-G, New Edition, Leida, Brill,  pp. 277-291, OCLC 495469475.
- (EN) Coeli Fitzpatrick e Adam Hani Walker, Muhammad in History, Thought, and Culture: An Encyclopedia of the Prophet of God, ABC-CLIO, 2014, ISBN 978-16-10-69178-9.
- Francesco Gabrieli, Considerazioni sul califfato omayyade, in Annali dell'Istituto Orientale di Napoli, vol. 34, n. 24, Napoli, Istituto Orientale di Napoli, 1974,  pp. 507-521.
- (EN) Matthew S. Gordon, Chase F. Robinson, Everett K. Rowson e Michael Fishbein, The Works of Ibn Wāḍiḥ al-Yaʿqūbī, BRILL, 2018, ISBN 978-90-04-36416-5.
- (EN) Oleg Grabar, Kubbat al-Ṣakhra, in The Encyclopaedia of Islam, V: Khe-Mahi, New Edition, Leida, Brill, 1986,  pp. 298-299, ISBN 978-90-04-07819-2.
- (EN) G.R. Hawting, The first dynasty of Islam: the Umayyad caliphate, AD 661-750, 2ª ed., Londra, Routledge, 2002, ISBN 978-11-34-55058-6.
- (EN) Martin Hinds, Muʿāwiya I b. Abī Sufyān, in The Encyclopaedia of Islam, VII, New Edition, Leida, Brill, 1993,  pp. 263-268, ISBN 978-90-04-09419-2.
- (EN) Peter Malcolm Holt, Ann K.S. Lambton e Bernard Lewis, The Cambridge history of Islam: Islamic society and civilization, 2B, Cambridge University Press, 1977, ISBN 978-05-21-29138-5.
- (EN) Jeremy Johns, Archaeology and the History of Early Islam: The First Seventy Years, in Journal of the Economic and Social History of the Orient, vol. 46, n. 4, gennaio 2003,  pp. 411-436, DOI:10.1163/156852003772914848.
- (EN) Hugh N. Kennedy, Al-Walīd (I), in The Encyclopaedia of Islam, XI: W-Z, New Edition, Leida, Brill, 2002,  pp. 127-128, ISBN 978-90-04-12756-2.
- (EN) Hugh N. Kennedy e Karl Barbir, The Prophet and the Age of the Caliphates: The Islamic Near East from the Sixth to the Eleventh Century, Longman, 2004, ISBN 978-05-82-40525-7.
- (EN) Giorgio Levi Della Vida e C.E. Bosworth, Umayya b. Abd Shams, in The Encyclopaedia of Islam, X: T-U, New Edition, Leida, Brill, 2000,  pp. 837-839, ISBN 978-90-04-11211-7.
- (DE) Ralph-Johannes Lilie, Die byzantinische Reaktion auf die Ausbreitung der Araber, in Studien zur Strukturwandlung des byzantinischen Staates im 7. und 8. Jhd, Monaco di Baviera, Institut für Byzantinistik und Neugriechische Philologie der Universität München, 1976, OCLC 797598069.
- (EN) Wilferd Madelung, The Succession to Muhammad: A Study of the Early Caliphate, Cambridge University Press, 1997, ISBN 978-05-21-64696-3.
- (EN) William Ochsenwald, The Middle East, A History, McGraw Hill, 2004, ISBN 978-0-07-244233-5.
- (EN) Stephan Powers, The History of al-Ṭabarī, Volume XXIV: The Empire in Transition, SUNY Press, 2015, ISBN 978-1-4384-1643-4.
- (EN) C.W. Previté-Orton, The Shorter Cambridge Medieval History, Cambridge, Cambridge University Press, 1971.
- (EN) H.U. Rahman, A Chronology Of Islamic History (570-1000 CE), 3ª ed., Ta-Ha Publishers Ltd, 1999, ISBN 978-18-97-94081-5.
- (EN) Julius Wellhausen, The Arab Kingdom and its fall, Routledge, 2016, ISBN 978-13-15-41031-9.